# قدرت یونی
مفهوم قدرت یونی اولین بار توسط لوئیس و رندل در سال ۱۹۲۱ مطرح شد که فعالیت همراستای الکترولیتهای قوی را توصیف می‌کرد.
قدرت یونی یک محلول به وسیله میزان یونهای محلول اندازه‌گیری می‌شود. اتصالات یونی زمانی که در آب حل می‌شوند بین یونها گسسته می‌شود. مجموع میزان الکترولیتهای محلول تأثیرات مهمی از جمله گسستگی پایدار یا انحلال پذیری نمک‌های مختلف را خواهد داشت. یکی از مهمترین ویژگی‌های محلول با یونهای حل شده، قدرت یونی است. قدرت یونی می‌تواند مولار(mol/L)یا مولال (mol/kg water) باشد که برای اجتناب از سردرگمی واحدها باید به صراحت بیان شود.

## اهمیت
قدرت یونی نقش مهمی در تئوری Debye-Hückel ایفا می‌کند که انحرافات شدیدی را از ایده‌آلی که معمولاً در محلول‌های یونی قرار می‌گیرد، نشان می‌دهد. همچنین برای نظریه دو لایه و پدیده‌های الکترو کینتیک مورد نظر و پدیده‌های الکترو آکوستیک در کلوئید و سایر سیستم‌های ناهمگن اهمیت دارد. یعنی طول Debye، که عکس پارامترDebye)(κ است، معکوس متناسب با ریشه مربع قدرت یونی است. هر دو قدرت یونی مولار و مولال، اغلب بدون تعریف صریح استفاده شده‌اند. طول Debye مشخصه ضخامت دو لایه است. افزایش غلظت یا غلظت ضد آن دو لایه تحت فشار و افزایش گرادیان بالقوه الکتریکی برقرار می‌گردد.
رسانه ای از قدرت قوی یونی در تعیین پایدار ثابت استفاده می‌شود تا تغییرات را در طیف تیتراسیون به حداقل برساند و در مقادیر فعالیت حلال‌ها در غلظت‌های پایین‌تر مورد استفاده قرار گیرد. آبهای طبیعی مانند آب معدنی و آب دریا اغلب یک قدرت یونی غیرقابل ملاحظه ای را به دلیل وجود نمک‌های محلول که به‌طور قابل توجهی بر خواص آنها تأثیر می‌گذارد، دارد.